# Атомна физика
Атомна физика е основен раздел на физиката, който се занимава с атомa като изолирана система. От главен интерес са свойствата на електроните и най-вече процесите в последния електронен слой. В ежедневието атомна и ядрена физика се използват като синоними, но ядрената физика се занимава с процесите в самото атомно ядро. Някои от подразделите на атомната физика са теория на атома, атомна спектроскопия, рентгенова спектроскопия, радиоспектроскопия и други.

## Предмет на изучаване
Атомната физика разглежда атома като отделна система. Теоретичните модели най-често се състоят от едно атомно ядро и един или повече електрони. Атомната физика не се интересува от свойствата на атомите в твърдата материя или от техните колективни ефекти.
Свойствата на отделните атоми са най-силно изразени в плазмата или в газовете, особено в контекста на ултрастудените атомни газове и лазерното охлаждане. Обект на изучаване могат да бъдат също така и отделни йони, манипулирани чрез елетромагнитни полета и лазерна светлина.

## Приложение
Атомната физика намира приложение в метрологията и точните измервания. Пример за това са атомните часовници, които се използват за световен стандарт за отчитане на време. Практика са също така измервания на фундаменталните физични константи в търсене на потвърждение на физични теории. Възможностите за контрол над атомите ги правят също така прекрасен инструмент за квантови симулации.